# Kalle Lehtomäki
Kalle Valdemar Lehtomäki, född 22 augusti 1905 i Tammerfors, död där 29 december 1999, var en finländsk målare.
Lehtomäki studerade 1928–1931 vid Finska Konstföreningens ritskola och ställde ut första gången 1931. Han var en av de centrala konstnärerna i Tammerforsregionen och blev känd för sina landskapsmålningar, stilleben och figurmålningar i olja. Landskapen målade han i sina hemtrakter och Lappland, men även i Norge och under sina resor ute i Europa. Som landskapsmålare, stor naturälskare och skildrare av norra Finland, fortsatte han en annan Tammerforsmålares – Gabriel Engbergs – traditioner.
Lehtomäkis stil var realistisk och ofta mycket expressionistisk. På 1950-talet var han emellertid benägen att abstrahera sina motiv i tidens anda. Han var även en flitig och omtyckt porträttmålare med över tvåhundra beställningsporträtt. Lehtomäki efterlämnade också pastell- och akvarellmålningar samt prövade på träsnideri och grafik.
Vid sidan av bildkonsten deltog Lehtomäki även i det lokala musiklivet och var med om att grunda Tammerfors operaförening och uppträdde själv som solosångare. 
Offentliga arbeten av Lehtomäki finns på Hatanpää sjukhus i Tammerfors och restaurang Sillankorva i Helsingfors. En minnesutställning över honom hölls 2003 i Tammerfors konstmuseum.